# Kalangui
Kalangui (russisch Калангу́й) ist eine Siedlung städtischen Typs in der Region Transbaikalien in Russland mit 2112 Einwohnern (Stand 14. Oktober 2010).

## Geographie
Der Ort liegt etwa 240 km Luftlinie südöstlich der Regionshauptstadt Tschita am südlichen Fuß des dort knapp 1200 m Zugolkammes (Zugolski chrebet). Er befindet sich an einem kleinen rechten Zufluss des rechten Onon-Nebenflusses Turga.
Kalangui gehört zum Rajon Olowjanninski und befindet sich knapp 70 km östlich von dessen Verwaltungszentrum Olowjannaja. Es ist Sitz und einzige Ortschaft der Stadtgemeinde Kalanguiskoje gorodskoje posselenije.

## Geschichte
Der Ort entstand 1919 im Zusammenhang mit der Entdeckung eines Flussspatvorkommens. 1925 begann dessen Abbau. Seit 1939 besitzt Kalangui den Status einer Siedlung städtischen Typs.

### Bevölkerungsentwicklung
| Jahr | Einwohner |
| ---- | --------- |
| 1959 | 5658      |
| 1970 | 5026      |
| 1979 | 5228      |
| 1989 | 4745      |
| 2002 | 2800      |
| 2010 | 2112      |

Anmerkung: Volkszählungsdaten

## Verkehr
Kalangui liegt an der Regionalstraße 76K-012 (früher R431) Perwomaiski – Kondui. 15 km südwestlich zweigt eine Straße zur 45 km von Kalangui entfernten Siedlung Chada-Bulak nördlich von Scherlowaja Gora an der Fernstraße A350 (früher A166) ab, die Tschita mit der Grenze zur Volksrepublik China bei Sabaikalsk verbindet. Chada-Bulak ist auch die nächstgelegene Bahnstation, an der Strecke Karymskaja – Sabaikalsk.